# Louis Lubbers
Louis Lubbers (1832-1905) est un botaniste et horticulteur belge.
Lubbers est chef des cultures au Jardin botanique de l'État à Bruxelles. En 1879, il est chargé de dresser l'inventaire des collections botaniques de la Villa San Donato, près de Florence en Italie, en vue de leur vente aux enchères.
Entre 1873 et 1887, il est éditeur des Annales de l'Horticulture en Belgique.

## Publications
- Palais de San Donato : Catalogue de plantes rares garnissant les serres, Charles Pillet, Paris, 1880, 31 p.
- Catalogue des plantes grasses offertes au Jardin botanique de l'État, par Madame veuve Gaspard Demoulin, Liège, 1882, 35 p.
- Catalogue des Aroïdées cultivées au Jardin botanique de l'État à Bruxelles, Bruxelles, 1891, 40 p.
- Ornementation florale extérieure des habitations : Cultures sur balcons, fenêtres, etc., Bruxelles, P. Weissenbruch, 1895, 16 p.